# Amphorella producta
Amphorella producta é uma espécie de gastrópode  da família Ferussaciidae.
É endémica de Região Autónoma da Madeira, Portugal.